# Fernando Krapp hat mir diesen Brief geschrieben
Fernando Krapp hat mir diesen Brief geschrieben ist ein Theaterstück von Tankred Dorst frei nach der Erzählung Ein ganzer Mann (span. Nada menos que todo un hombre) des Spaniers  Miguel de Unamuno aus dem Jahr 1916. Es wurde am 15. Mai 1992 unter der Regie von Wilfried Minks im Akademietheater Wien uraufgeführt.

## Inhalt
Fernando Krapp ist ein reicher Mann, der in Südamerika ein Vermögen gemacht hat. Auf der Promenade ist ihm eine schöne Frau aufgefallen, Julia. Er schreibt ihr einen Brief und erklärt darin, dass er sie heiraten wird.
Julia ist arm, ihr Vater ist hochverschuldet, und aus Sorge um die Zukunft seiner Tochter rät er ihr, den Mann zu heiraten. Einen Deal mit Krapp, der bei einer Heirat die Schulden begleichen wird, hat er heimlich schon abgeschlossen. Nach einem langen und heftigen Streit mit ihrem Vater, in dem er ihr erklärt, er müsse ins Gefängnis, wenn er seine Schulden nicht bezahlt, gibt Julia nach. Sie heiratet Fernando, sie fühlt sich aber „verkauft“.
Ferdinando und Julia heiraten, und Julia verliebt sich in ihren Ehemann. Aber es gibt fundamentale Probleme in ihrer Beziehung. Krapp weigert sich beharrlich auszusprechen, dass er seine Frau liebt. Im Gegenteil, zynisch bezeichnet er das Geturtel von Liebenden als banales Geschwätz und als Lügen. Seine Frau betrachtet er als sein rechtmäßiges Eigentum. Den gemeinsamen Sohn behandelt Krapp nach Julias Meinung kühl und wenig liebevoll. Es gibt auch Gerüchte, Krapp habe seine erste Frau umgebracht, und als Julia ihn darauf anspricht, reagiert Krapp wütend, aggressiv und streitet diese Vorwürfe ab. Julia trifft nun regelmäßig den jungen Grafen Bordavela, der ihre Liebe zur Literatur teilt. Fernando beobachtet die beiden, den Grafen, dessen Schulden er wie bereits bei seinem Schwiegervater beglichen hat, verachtet er. Um sich über die Gefühle ihres Ehemanns ihr gegenüber klar zu werden, will sie ihn eifersüchtig machen und gesteht ihm, sie habe eine Affäre mit dem Grafen. Ihr Mann glaubt ihr aber nicht, es scheint ihm undenkbar, dass ihn seine Frau betrügen könnte, denn einen Fernando Krapp betrüge keine. Über den Grafen macht er sich lustig. Julias Liebe zu ihrem Mann, ihre Leidenschaft nimmt indessen über die Maßen zu, sie fleht um seine Liebe. Fernando aber, abweisend, selbstbezogen und arrogant wie er ist, sagt ihr niemals, dass er sie liebt.
Fernando denkt sich einen Plan aus, wie er ihre Leidenschaft bändigen könnte und lässt sie in Gegenwart des Grafen von zwei Psychiatern begutachten. Ziel der Maßnahmen ist, Julia von ihrem „Wahn“ zu befreien, sie habe eine Affäre mit dem Grafen. Fernando gelingt es, sie so weit zu manipulieren, dass sie sich bei ihrem fassungslosen Liebhaber für ihre „Verleumdungen“ entschuldigt, während er anderseits den Grafen unter Druck setzt, weiterhin sein Haus und seine Frau zu besuchen, um allen Gerüchten den Wind aus den Segeln zu nehmen. Das führt schließlich zu Julias psychischem Zusammenbruch. Sie wird krank, das Atmen fällt ihr schwer, ihre Schönheit ist dahin. Auf ihrem Krankenlager bittet sie Fernando ein letztes Mal ihr zu sagen, dass er sie liebt. Erst als sie sterbend in seinen Armen liegt, beginnt er zu Julia von seiner Liebe zu sprechen und merkt erst spät, dass sie schon tot ist.
Das Stück endet mit einem kurzen Monolog Krapps, in dem er sagt, dass man nach Tagen die Tür zu seinem Haus aufgebrochen habe, ihn an der Tür mit Julia im Arm tot aufgefunden habe, mit aufgeschlitzten Adern. „So ist er gestorben, ohne sie aus den Armen zu lassen.“

## Form
Das Stück ist ein Einakter mit 13 Szenen. Einige Szenen schließen mit einem kurzen Monolog oder dem Statement eines der Akteure ab, in denen die Szene kommentiert oder der weitere Verlauf der Geschichte, der nicht auf dem Theater dargestellt wird, skizziert wird.

## Selbstzeugnis
Tankred Dorst äußerte sich 1992 in einem Interview:

„Meine Absicht war, ein Stück zu schreiben, bei dem ich alles Überflüssige, was der Geschichte selbst nicht dient, weglasse. Das hab’ ich früher nicht gemacht, weil ich der Ansicht war, dass eine Person erst dann lebendig wird, wenn sie auch Überflüssiges von sich gibt. Ich dachte, dass der Reichtum einer Person beschränkt wird, wenn sie nur die Handlung zu bedienen hat. Das Stück ist so gebaut, dass auf der Bühne ein exemplarischer Fall abgehandelt wird, wobei in jeder Szene ein neuer Aspekt hinzukommt, der eine immer neue Drehung der Geschichte bewirkt. Das Thema ist, dass wir nicht dahinterkommen, was die Wahrheit eigentlich ist.

Fernando Krapp kann man als Geschichte einer Gehirnwäsche lesen. Oder als Frage: Bestimmt der, der die Macht hat, auch das, was die Wahrheit ist?
Der entscheidende Punkt für mich bei dieser Geschichte war, dass die Frau zu ihrem Mann sagt: «Ich betrüge dich!» Und er antwortet: «Das ist unmöglich, mich kann man gar nicht betrügen.» Die Reaktion ist also nicht Eifersucht und Zorn, sondern masslose Selbstüberschätzung. Und die wird exzessiv weitergeführt. Der Mann ignoriert die Realität und dreht sie so um, dass die Frau schliesslich im Irrenhaus landet. Es ist ein Stück über Manipulation und ich dachte mir, dass es wie ein Modell gebaut sein müsse, möglichst einfach und exempelhaft.“

## Inszenierungen
- Die Uraufführung des Stücks fand am 14. Juni 1992 am Burgtheater (Akademietheater) in Wien statt, Regie: Wilfried Minks, es spielten Markus Boysen (Fernando), Andrea Clausen (Julia), Johann Adam Oest (Graf) und  Wolfgang Gasser (Vater).[2]
- Die Erstaufführung in Deutschland war am 26. Juni 1992 in Kassel, in Berlin 1993 am Schlosspark Theater, Regie: Bruno Klimek, mit Matthias Brenner als Fernando Krapp, Suzanne von Borsody als Julia, Thomas Kasten als Julias Vater und Thomas Schendel als Graf.[3]
- Bereits 1993 wurde das Stück in Prag am Theatre of the Balustrade unter der Regie von Petr Lébl in einer Übersetzung von Ondrey Černý aufgeführt.[4]
- Der Kritiker der Zeitung Neues Deutschland schrieb der Inszenierung des Stücks 1994 am Schiffbauerdamm durch Peter Palitzsch einen Totalverriß. Er nennt das Stück „Courths-Maler Verschnitt“ und „Seelenschinken“ und die Inszenierung eine „Flucht zurück in den Ufa-Kitsch“.[5]
- 1995 inszenierte Dodo Gobár das Stück an der Academy of Performing Arts in Bratislava[6]
- 7. Oktober 1999, Werkbühne Berlin. Regie: Jobst Langhans, mit Jürgen Larys als Fernando Krapp, Kerstin Hänel als Julia und Rudolf Krause als Graf und Julias Vater.[7]
- Die französische Erstaufführung fand 1999 am Théâtre Montparnasse unter dem Titel „Fernando Krapp m’a écrit cette lettre“ statt. Die Hauptrollen spielten Emmanuelle Seigner und Niels Arestrup, Übersetzung des Texts: Bernard Lortholary, Regie: Bernard Murat, Bühnenmusik Benjamin Murat. Für Emmanuelle Seigner war es das Bühnendebüt. Die Inszenierung wurde 2003 im französischen Fernsehen übertragen.[8] 2007 erschien eine DVD der Inszenierung innerhalb der Collection Comédie dramatique, Repertoire moderne.
- Matthew Jocelyn, der das Stück ins Englische übersetzte, inszenierte es 2010 am Bluma Appel Theatre (Canadian Stage) in Toronto.[9]
- Die Schweizer Erstaufführung fand am 30. März 2011 am Theater Winterthur statt, Regie: Jordi Vilardaga, mit Antonio da Silva (* 1964) als Fernando Krapp, Rachel Matter (* 1970) als Julia und Claudio Schenardi (* 1964) als Graf.[10]

## Adaptionen
- 1991: Fernando Krapp hat mir diesen Brief geschrieben – Ein Versuch über die Wahrheit. Hörspiel. Regie: Hans Gerd Krogmann, SDR.

### Textausgaben
- Fernando Krapp hat mir diesen Brief geschrieben – Ein Versuch über die Wahrheit. Mitarbeit Ursula Ehler. Suhrkamp, Frankfurt am Main 1992. ISBN 978-3-518-40428-7
- Fernando Krapp hat mir diesen Brief geschrieben. In: Spectaculum 55: Sechs moderne Theaterstücke. Suhrkamp, Frankfurt am Main 1993.
- Fernando Krapp hat mir diesen Brief geschrieben. Ein Versuch über die Wahrheit. S. 93–134 in: Tankred Dorst. Die Schattenlinie und andere Stücke. Mitarbeit Ursula Ehler. Mit einem Nachwort von Wend Kässens. Werkausgabe. 6. Suhrkamp, Frankfurt am Main 1995. ISBN 978-3-518-40719-6

Übersetzungen
- Fernando Krapp m’a écrit cette lettre. Essai sur la verité. En collaboration avec Ursula Ehler. Adaption française de Bernard Lortholary. L’Arche, Paris 2000. (Scène ouverte.) ISBN 2-85181-468-0

### Sekundärliteratur
- Heinz Ludwig Arnold (Hrsg.): text + kritik Heft 145: Tankred Dorst. Boorberg, München, 2000. ISBN 3-88377-626-2